# Fiktive personer i Saw
Gyserfilm serien Saw har et stort antal af figurer skabt primært af den australske instruktør James Wan og manuskriptforfatter Leigh Whannell. Serien fokuserer på karakteren af John Kramer (Tobin Bell), ”Jigsaw Killer", som udser sig dem, han anser for at spilde deres liv og han udsætter dem for pinefulde og dødelige fælder, omtalt som ”test" og "spil”, i et forsøg på at få dem til at værdsætte livet. Serien består af syv film: Saw (2004), Saw II (2005), Saw III (2006), Saw IV (2007), Saw V (2008), Saw VI (2008), og Saw 3D (2010).

## Saw (kortfilm)

### Billy
- Stemme af Tobin Bell
- Medvirkede i: Saw, Saw, Saw II, Saw III, Saw IV, Saw V, Saw VI, Saw 3D, Saw: The Video Game
- Status: Levende

Billy er en bugtalerdukke skabt af John Kramer til at kommunikere med sine ofre.  Normalt ses Billy på en tv-skærm, når han taler til ofrene, men nogle gange ses Billy i ”person”. Billy giver ofrene deres anvisninger til hvordan de kommer fri af deres fælder, før tiden udløber. Billy har også optrådt i alle udgaver af Saw, og er blevet et ikon i serien. Billy blev skabt til John og Jill Tuck ufødte søn Gideon.

### David
- Portrætteret af Leigh Whannell
- Medvirkede i: Saw

David er Jigsaw offer i kortfilmen Saw. Denne karakter spillede rollen af Amanda i kortfilmen, som er en tidlig version af scenen med den "omvendte bjørnefælde". Han er portrætteret af Leigh Whannell, der også portrætter Adam i den første officielle film.

## Saw

### Adam Stanheight
- Portrætteret af: Leigh Whannell
- Medvirkede i: Saw, Saw III
- Status: død

Adam var en fotograf ansat af detektiv Tapp til at følge efter den mand, han mistænkter for at være Jigsaw, Lawrence Gordon. Adam bliver kidnappet og blev kastet ind i spillet sammen med Gordon, hvor de to blev givet forskellige mål, som de var nødt til at håndtere inden for et bestemt tidsrum. Efter at de har undladt at opfylde deres mål til tiden, blev de konfronteret af Zep Hindle. det lykkedes Adam at dræbe Zep, i den tro at han var Jigsaw, mens Gordon prøvede at flygte for at hente hjælpe til sig selv og Adam. Den virkelige Jigsaw viser sig og fortæller Adam, at nøglen til hans tilbageholdenhed, er i badekarret. Adam griber Zeps pistol og forsøger at skyde Jigsaw, men får elektriskstød af hans skjulte fjernbetjening, før han kan få et skud af. Jigsaw slukker derefter lyset og lukker døren til badeværelset, efterlader Adam til at dø. Flashbacks i Saw III viser hans bortførelse af Jigsaws lærling, Amanda, og hendes efterfølgende kvælning af ham med en plastikpose som en handling af nåde. Hans forrådnede lig bliver vist i Saw II Saw III og Saw 3D. Hans stemme bliver hørt i slutningen af Saw II efter Amanda og Daniel Matthews kommer ind i badeværelset, og han er set i flere arkivet flashbacks igennem hele Saw 3D. Ifølge den officielle Saw hjemmeside, i et stillbillede, der anvendes i en af flash-scenerne er Adams efternavn ”Faulkner". Imidlertid blev det afsløret i Saw V, at Adam efternavn er Stanheight, som angives i et dokument, observeret af Agent Strahm.

### Alison og Diana Gordon
- Portrætteret af: Monica Potter og Makenzie Vega
- Medvirkede i: Saw
- Status: Levende

Alison og Diana er Lawrence Gordons kone og unge datter. Under begivenhederne i Saw, blev Alison og Diana holdt som gidsel af Zep Hindle som en del af Lawrence test. Da Lawrence mislykkedes med hans test, er det meningen at Zep skal dræbe både Alison og hendes datter, men indblanding fra Detektiv Tapp giver Lawrence familie mulighed for at undslippe

### Allison Kerry
- Portrætteret af: Dina Meyer
- Medvirkede i: Saw, Saw II, Saw III, Saw IV
- Status: Død

Allison Kerry er en af de første detektiver som arbejder på Jigsaw Killer sagen. Hun ses første gang set i Saw, hvor hun arbejder sammen med David Tapp og Steven Sing. I Saw II arbejder hun sammen med Eric Matthews og Daniel Rigg, og hjælper Matthews med bistand under hans test for at forsøge at redde hans søn, hvor hun opfordrer ham til at følge Jigsaw regler. I Saw III, efter Matthews bliver kidnappet og formodes døde som følge af begivenhederne i II, er Kerry plaget af skyldfølelse over hans forsvinding. Hun og Detektiv Hoffman får tildelt en sag, hvor Kerry påpeger, at en fælde ikke følger Jigsaws modus operandi, da fælden ikke gav offeret en chance for at undslippe, og mener derfor ikke Jigsaw er ansvarlig for den. Hun bliver senere taget til fange og placeret i sin egen fælde ("Angel Trap"). Selv om hun følger alle regler og forsøger at sikre sig sin friheden var fælden designet og rigget af Amanda Young til ikke at løslade hende og fælden rev hendes brystkasse op. Hendes lig bliver senere opdaget af Rigg og FBI. Det er vist i Saw IV, at hun også er en FBI kontakt som videregiver oplysninger til agenter Peter Strahm og Lindsey Perez. Det bliver vist i Saw IV i filerne Rigg igennem går, at Kerry fornavn er Allison. I Saw V bliver der afholdt en mindehøjtidelighed til ære Kerry, Tapp, Sing, Matthews, og Rigg, som alle er døde i løbet af filmen serien.

### Amanda Young
- Portrætteret af: Shawnee Smith
- Medvirkede i: Saw, Saw II, Saw III, Saw IV, Saw V, Saw VI, Saw: The Video Game
- Status: Død

Amanda var et af Jigsaws tidligste ofre, der formåede at overleve hans "spil". I den tro, at hun havde holdt op med at være cutter, blev hun rekrutteret af Jigsaw som hans lærling. Hun skulle fortsætte Jigsaws arbejde, men hun blev desillusioneret af Jigsaws filosofi og begyndte at konstruere sine egne fælder, som man ikke kan undslippe fra og som er beregnet til at dræbe offeret selv om han har bestået ”testen”. Hun bliver i sidste ende dræbt af Jeff Denlon efter at han var vidne til hun skød hans kone, Lynn Denlon. Hun optræder gennem arkivmateriale i Saw IV, Saw V og Saw 3D, og i flashbacks i Saw VI.

### David Tapp
- Portrætteret af: Danny Glover (film) og Earl Alexander (spil)
- Medvirkede i: Saw, Saw: The Video Game
- Status: Død

David Tapp var en detektiv, der undersøgte Jigsaw tidlige forbrydelser. En række af beviser får ham til at mistænke Dr. Lawrence Gordon for at være Jigsaw og førte ham til et skjulested. Tapp og hans partner Sing finder den virkelige Jigsaw og forsøgte at anholde ham, men bliver stoppet, da morderen aktiverer en fælde i nærheden, fælden truer manden som er fanget i den på livet. Sing forsøger at hjælpe offeret, mens Tapp forsøger på at arrestere Jigsaw men forsøget ender i en katastrofe, da Jigsaw pludselig vender sig om og skære Tapp i halsen. 
Mens de forfølger Jigsaw, bliver Sing dræbt i en Booby-fælde, Tapp bebrejdede sig selv for sin partners død og blev besat af ideen om at fange Jigsaw. 
Stadig overbevist om, at Gordon er Jigsaw, undersøger Tapp ham i fritiden, og kommer uforvarende i konflikt med Zep Hindle, der holder Gordon og hans familie som gidsler. Tapp jager og kæmper med Zep men bliver skudt og efterladt for død. I Saw: The Video Game, bliver det vist, at Tapp bliver plejet af Jigsaw og derefter anbragt i en serie af fælder i et forladt hospital, hvor han skal overleve en række tests og andre ofre bliver sendt for at dræbe ham.
I spillets "frihed slut," lykkes det Tapp at flygte fra hospitalet, men han begik selvmord kort tid efter ved at skyde sig selv i hovedet i sin lejlighed, fordi han ikke kunne slippe af med hans besættelse af Jigsaw. I spillets "endelig sandhed" bliver Tapp sindssyg og sendt til et psykiatrisk hospital. I Saw V, bliver der holdt en mindegudstjeneste for Tapp. I spillets handling, havde Tapp en søn ved navn Michael, der blev testet i efterfølgeren, Saw II: Flesh & Blood.

### Donnie Greco
- Portrætteret af: Oren Koules
- Medvirkede i: Saw, Saw III, Saw IV
- Status: Død

Donnie Greco optræder første gang i Amandas "omvendt bjørnefælde" scene i Saw. Han var stærkt bedøvet (injiceret med en overdosis af opioid) og kunne ikke bevæge sig eller føle noget under Amanda test. Nøglen til den "omvendte bjørnefælde" lå i hans maven og Amanda måtte skære hans mave op for at få nøglen, hvilket hun gjorde. Donnie bliver set i et flashback i Saw III, hvor du kan se Jigsaw forberede fælden ved at male et spørgsmålstegn på Donnies mave. Han bliver også set i et flashback i Saw IV, hvor han går ud af Jill afvænningsklinik sammen med Paul Leahy. Han blev spillet af Oren Koules, som også er en af producenterne af serien.

### Jeff Ridenhour-Thomas
- Portrætteret af: Ned Bellamy
- Medvirkede i: Saw, Saw: The Video Game
- Status: Død

Jeff  optræder første gang i Saw som offer for en af Jigsaws eksperimenterende fælder. Jeff er bundet til en stol med to boremaskiner mod hans hals. Når fælden er aktiveret, bevæger boremaskiner sig mod hans hals, og Steven Sing får at vide, at nøglen til at stoppe dem er på en ring fyldt med snesevis af frosne nøgler. Det går op for ham at han ikke kan finde den rigtige nøgle i tide, så Sing skyder boremaskinerne, og med succes får han dem stoppet. I Patrick og Marcus grove udkast til Saw IV, ses han som en ”skjult” mand bliver tvunget til at udføre kidnapninger.
Han vises senere i Saw: The Video Game. Jeff bliver vist som at være blevet selvmordstruet på grund af Detektiv Tapp gentagne gange udspørger ham om Jigsaw. Detektiv Tapp redder ham, og han løber væk. Under begivenhederne i Saw II: Flesh & Blood, bliver det afsløret, at to dage efter Jeff flygtede fra Whitehurst asyl, begår han selvmord.

### John Kramer (Jigsaw)
- Portrætteret af: Tobin Bell
- Medvirkede i:Saw, Saw II, Saw III, Saw IV, Saw V, Saw VI, Saw 3D, Saw: The Video Game, Saw II: Flesh & Blood
- Status: Død

John Kramer var en succesfuld ingeniør, han var gift med Jill Tuck og de ventede en søn, Gideon. Efter hans kone tabte barnet, hvilket blev forårsaget af Amanda Young og Cecil, blev John modløs og da han får stille diagnosen, en hjernesvulst som ikke kan fjernes, forsøgte han at begå selvmord, men overlevede. Hvorefter han fik en ny forståelse for livet, og han indser, hvor meget af hans liv han har spildt. Ved hjælp af hans rigdom og dygtighed, begyndte John teste andres vilje til at leve ved at placere dem i dødbringende fælder, i håb om, at de ville begynde at værdsætte deres liv. De, der ikke bestod deres ”test” fik et puslespillet-lignende stykke skåret af deres kroppe. Som følge heraf blev han kaldt, "Jigsaw" eller "The Jigsaw Killer". John dræbt af Jeff Denlon i Saw III.

### Mark Wilson
- Portrætteret af: Paul Gutrecht
- Medvirkede i: Saw
- Status: Død

Mark, en 30-årig software-analytiker, er et af Jigsaw tidligste ofre, han blev valgt, fordi han foregav at være syg for at undslippe ansvar, selv om han er i virkeligheden er helt rask. Mark blev klædt nøgen og oplyste, at han havde en langsomt virkende gift i hans krop, og modgiften er låst inde i et pengeskab i rummet. For at få fat i modgiften må Mark gå over gulvet som er dækket af knust glas og bruge et stearinlys til at læse den kode som er skrevet på væggen, han er fuld ud klar over det faktum, hans krop er smurt med napalm. Mark kommer til at fumle med lyset og stoffet bryder i brand, og han blev brændt levende, hans forkullede lig bliver senere fundet af politiet

### Lawrence Gordon
- Portrætteret af: Cary Elwes
- Medvirkede i: Saw, Saw III, Saw 3D
- Status: Levende

### Paul Leahy
- Portrætteret af: Mike Butters
- Medvirkede i: Saw, Saw IV, Saw V
- Status: Død

### Steven Sing
- Portrætteret af: Ken Leung
- Medvirkede i: Saw
- Status: Død

### Zep Hindle
- Portrætteret af: Michael Emerson
- Medvirkede i: Saw
- Status: Død

## Saw II

### Addison Corday
- Portrætteret af: Emmanuelle Vaugier
- Medvirkede i: Saw II, Saw IV
- Status: Død

### Daniel Matthews
- Portrætteret af: Erik Knudsen
- Medvirkede i: Saw II, Saw V
- Status: Levende

### Daniel Rigg
- Portrætteret af: Lyriq Bent
- Medvirkede i: Saw II, Saw III, Saw IV
- Status: Død

### Eric Matthews
- Portrætteret af: Donnie Wahlberg
- Medvirkede i: Saw II, Saw III, Saw IV
- Status: Død

### Gus Colyard
- Portrætteret af: Tony Nappo
- Medvirkede i: Saw II, Saw IV
- Status: Død

### Jonas Singer
- Portrætteret af: Glenn Plummer
- Medvirkede i: Saw II
- Status: Død

### Laura Hunter
- Portrætteret af:Beverley Mitchell
- Medvirkede i: Saw II
- Status: Død

### Michael Marks
- Portrætteret af: Noam Jenkins
- Medvirkede i: Saw II, Saw IV
- Status: Død

### Obi Tate
- Portrætteret af: Tim Burd
- Medvirkede i: Saw II, Saw III, Saw V, Saw: The Video Game
- Status: Død

### Xavier Chavez
- Portrætteret af: Franky G
- Medvirkede i: Saw II, Saw III, Saw V
- Status: Død

## Saw III

### Corbett Denlon
- Portrætteret af: Niamh Wilson
- Medvirkede i: Saw III, Saw V, Saw VI
- Status: Levende